# Pootie Tang
Pour plus de détails, voir Fiche technique et Distribution.
Pootie Tang est un film américain réalisé par Louis C.K., sorti en 2001. Le film est basé sur un sketch diffusé dans The Chris Rock Show et le protagoniste du film est une parodie des héros des films de blaxploitation.

## Synopsis
L'histoire de Pootie Tang, étant né dans une petite ville près de Gary (Indiana) et devenu icône de la pop culture.

## Fiche technique
- Titre : Pootie Tang
- Réalisation : Louis C.K.
- Scénario : Louis C.K.
- Musique : Quincy Jones III
- Photographie : Willy Kurant
- Montage : Doug Abel
- Production : Caldecot Chubb, David Gale, Ali LeRoi et Chris Rock
- Société de production : Paramount Pictures, MTV Films, Chris Rock Entertainment, Alphaville Films, 3 Arts Entertainment et HBO Downtown Productions
- Société de distribution : Paramount Pictures (États-Unis)
- Pays :  États-Unis
- Genre : Action, aventure, comédie et film musical
- Durée : 81 minutes
- Dates de sortie : 
  -  États-Unis : 29 juin 2001

## Distribution
- Lance Crouther : Pootie Tang
- J. B. Smoove : Trucky
- Jennifer Coolidge : Ireenie
- Reg E. Cathey : Dirty Dee
- Robert Vaughn : Dick Lecter
- Wanda Sykes : Biggie Shorty
- Chris Rock : JB / le DJ à la radio / le père de Pootie
- Mario Joyner : Lacey
- Cathy Trien : Stacy
- Dave Attell : Frank
- Rick Shapiro : Shakey

## Accueil
Le film a reçu un accueil défavorable de la critique. Il obtient un score moyen de 31 % sur Metacritic.